# Baby Driver
Baby Driver er en amerikansk-britisk actionfilm fra 2017, skrevet og instrueret af Edgar Wright. Ansel Elgort, Kevin Spacey, Lily James, Eiza González, Jon Hamm, Jamie Foxx og Jon Bernthal spiller hovedrollerne.

## Medvirkende
- Ansel Elgort som Baby / Miles
  - Hudson Meek som Miles som ung
- Kevin Spacey som Doc
- Lily James som Debora
- Jamie Foxx som Bats / Leon Jefferson III
- Jon Hamm som Buddy / Jason Van Horn
- Eiza González som Darling / Monica Castello
- Jon Bernthal som Griff
- Michael Balzary som Eddie "No-Nose"
- Lanny Joon som JD
- CJ Jones som Joseph
- Sky Ferreira som Babys mor
- Lance Palmer som Babys far
- Big Boi som Restaurant Patron 1
- Killer Mike som Restaurant Patron 2
- Paul Williams som "The Butcher"
- Jon Spencer som fængselsvagt
- Micah Howard som "Barista"
- Morgan Brown som gadepræst
- Sidney og Thurman Sewell som Hellcat Thug nr. 1 og 2